# Castell d'Ormonde
El Castell d'Ormonde (en anglès Ormonde Castle, en irlandès Caisleán Urmhumhan) és un castell situat a la ribera del riu Suir  al costat est de Carrick-on-Suir, comtat de Tipperary a Irlanda.
La part més antiga que es conserva és de mitjan segle xv. El castell va ser construït com a element defensiu si bé es va convertir en mansió d'estil Tudor sent l'exemple d'aquest estil més important que es troba a Irlanda

## Història
Construït abans de l'any 1315 el castell va ser adquirit en aquest any per la família Butler.
Al segle xvii la mansió es va convertir en la residència favorita de James Butler primer duc d'Ormonde però la família va abandonar la casa després de la mort d'aquest l'any 1688. La mansió va continuar en possessió de la família fins a mitjan Segle XX. L'any 1947 va ser donada per a la seva conservació al govern.